# Полстянов, Сергей Николаевич
Серге́й Никола́евич Полстя́нов (12 апреля 1967, Золотое Поле, Крымская область, УССР) — российский и украинский футболист, нападающий, российский футбольный тренер. Мастер спорта (1991). В 1994 году окончил Волгоградский государственный институт физической культуры, в 2005 году — Высшую школу тренеров с присвоением категории «Б».
Выступал за клубы «Торпедо» (Волжский), «Ротор», «Текстильщик» (Камышин), «Металлург» (Липецк), «Кристалл» (Смоленск), ФК «Тюмень».
В составе «Текстильщика» провёл 2 матча и забил 3 гола в Кубке УЕФА 1994/95. Стал лучшим бомбардиром кубка России 1998/1999 (8 мячей).
С 1 февраля 2002 года по 15 октября 2006 года работал главным тренером «Текстильщика», затем — тренером игроков ДЮСШ «Москва» 1995 года рождения. В 2011 году — главный тренер команды 1995 г. р. в футбольной школе московского «Локомотива». С ноября 2012 года возглавлял молодёжный состав «Локомотива».
С 2013 года тренировал «Локомотив-2». В 2015 году возглавил подольский «Витязь». 6 октября 2016 года покинул пост главного тренера команды по собственному желанию.